# 昆欣
昆欣，另译贵兴，是缅甸掸邦南桑县昆欣镇区下辖的一个镇。“昆欣”在掸语中意为“千岛”。该镇坐落于薩爾溫江支流南庞河（又译南邦河）附近。

## 教育
该区域有贵兴果荣学校、贵兴弘华佛经学校等华文学校。